# Маркови скали (Кръстилци)
Мегалитното светилище Маркови скали се намира на връх Свети Спас на 4 km северозападно от село Кръстилци, (Община Сандански).

## Описание и особености

### Местоположение
Светилището е разположено на конусообразен връх с изразен скалист масив. Добре поддържан черен път води до черковището Свети Спас разположено върху самото светилище. Народните легенди свързван мястото с народния епос за Крали Марко. Сакралната територия е разположена на две нива, като и при двете се наблюдава културен пласт, като на по-ниското той достига до дълбочина 1.80 m.

### Научна интерпретация
Според преданието народният герой долетял дотук на коня си от върха на Пирин планина над долината на река Струма и копитата на коня му се забили и отбелязали върху скалите на върха, както и част от тялото и опашката му. Според проф.Васил Марков тези скални вкопавания са мегалитни жертвеници от Тракийската епоха, свързани впоследствие с българските фолклорни легенди. Марков се позовава на три специфични кода, чрез които древния мит за тракийския Херос е бил прикрепен към терена. На място се наблюдават и множество други скални ями върху скалите, също функционирали като мегалитни жертвеници.
Проф. Марков подчертава, че специално научно внимание следва да се обърне на функциите на скално-изсечените олтари, които обикновено запазват дъждовна вода за дълго време през годината. При много от вече регистрираните мегалитни светилища като Марков камък в Странджа, Маркова стъпка в близост до Палатски връх, Малешевската планина, Марков камък при село Долен, Западни Родопи и Говедар камен близо до град Щип, Република Македония тази вода е мислена като свещена и носеща изцеление. Това може да се разглежда като артефакт на древната индоевропейска концепцията за дъжда, като небесната сома – божествената напитка носеща плодородие и безсмъртие, изпратена на земята от Бога на бурята.
Съществува и тезата, че в тези олтари се е правило вино – свещената напитка на тракийския Дионис, което е заместителят в Средиземноморския културно-исторически регион индоевропейската напитката на безсмъртието – сома.

### Датиране
Светилището е обект на интензивна иманярска инвазия, която е нанесла множество щети. В резултат на инвазията, която е обхванала целия хълм, на повърхността е изровено голямо количество фрагментирана тракийска керамика. Тя позволява да бъде датирано светилището най-рано от времето на късната Бронзова епоха – XIV век пр. Хр. Функционирало е през цялата предримска епоха на I хил. пр. Хр., чак до III – IV век сл. Хр. След този продължителен период на съществуване светилище е било християнизирано и е превърнато в християнско черковище, като каквото функционира и днес. Този култов паметник функционира повече от 3500 години и се числи към уникалната група на живите тракийски светилища в региона – т.е. към древните светилища, в които все още се извършват запазени от древността култово-обредни практики. Обектът е уникален и с това, че е почти единственото в региона, свързано с Крали Марко, където все още се извършват култово-обредни практики, което му придава изключителна културно-историческа стойност. Най-вероятно светилището е едно от важните култови средища на тракийското племе Меди.

### Предания и легенди
Съществува и легенда, свързана с това свято място, в която се разказва че на него нямало вода. Жената на Крали Марко го изпратила на Маркови кладенци да донесе вода за празника с две бъчонки. Марко отишъл, но наредил на жена си да не се качва на Свети Спас преди той да отиде там. Той се забавил и жена му решила да не го чака повече, ами да се качва на върха. Като се задал откъм Маркови кладенци, които се виждат се далеч на югозапад, Марко видял че жена му не го е послушала. Ядосал се, гръмнал и разбил бъчонките с водата в югозападното подножие на връх Свети Спас. Така се появили изворите. Те са най-близкият водоизточник до черковището Свети Спас край село Кръстилци.